# Felix Zandman
Felix Zandman (* 7. Mai 1927 in Grodno, damals Polen; † 4. Juni 2011 in Philadelphia, USA) war Gründer und zuletzt Aufsichtsratsvorsitzender (Chairman of the Board) der Vishay Intertechnology, Inc., eines der weltweit größten Unternehmen für elektronische Bauteile.

## Leben

### Kindheit und Jugend
Felix Zandman wuchs in seiner Geburtsstadt Grodno, damals in Polen gelegen, auf. Im Alter von 14 Jahren kam er im Oktober 1941 mit Eltern, Schwester, beiden Großeltern-Paaren und vielen anderen Verwandten in das Ghetto. Er überlebte den Holocaust als Jugendlicher, weil eine befreundete polnische Familie ihn 17 Monate lang versteckte.
Sein Versteck bestand aus einer Grube, die 170 cm lang, 150 cm breit und nur 120 cm hoch war. Felix Zandman teilte dieses Versteck mit drei anderen Juden. Einer davon war sein Onkel Sender, der ihn in den langen Stunden der Dunkelheit in Trigonometrie und höherer Mathematik unterrichtete.
Die vorgerückte sowjetische Armee brachte ihnen im Juli 1944 die Befreiung. Mit anderen Überlebenden blieb er kurze Zeit in Polen. Im Juni 1946 bestand er das Abitur. Im Sommer 1946 konnte er legal nach Frankreich ausreisen.

### Ausbildung
Von 1946 bis 1949 studierte er in Frankreich an der Universität Nancy Physik und Maschinenbau. Parallel war er an einer Grande école für das Ingenieurwesen eingeschrieben. Anschließend promovierte er an der Sorbonne als Physiker zu einem Thema der Spannungsoptik. Ein bestimmtes Forschungsergebnis konnte er als Messverfahren patentieren lassen.

### Berufsleben als Angestellter
Zandman war zunächst zwei Jahre lang als Dozent an der École de l´air, der französischen Akademie für Aeronautik, tätig. Anschließend arbeitet er als Ingenieur in seinem Spezialgebiet der Spannungsmessung für ein staatliches Unternehmen, welches Flugmotoren herstellte.
1956 konnte er seine Methoden und selbst entwickelten Messgeräte erstmals in den USA vorstellen. Dabei konnte er wichtige Kontakte zu führenden Professoren seines Fachgebietes und zu namhaften Anwendern knüpfen. Er wurde schließlich bei der Firma Tatnall Measuring Systems in Philadelphia als Leiter der Grundlagenforschung beschäftigt.
Anfangs konzentrierte er sich auf die Weiterentwicklung seines Verfahrens, Spannungen durch optische Beschichtungen zu messen. Dann entwickelte er einen temperaturresistenten elektrischen Widerstand. Sein Arbeitgeber hatte jedoch kein Interesse an der Vermarktung dieser Erfindung.

### Berufsleben als Unternehmer
Felix Zandman setzte das Potential seiner Erfindung dann als Selbstständiger um. Dazu gründete er 1962 das Unternehmen Vishay. Sein Verwandter Alfred Slaner übernahm einen Großteil der Anschubfinanzierung. Die Firma entwickelte sich zu einem Fortune 1000 Unternehmen mit vielen Tochterunternehmen und weltweit über 22.000 Mitarbeitern.
1994 wurde er auch israelischer Staatsbürger. 1998 erwarb er die Firma TEMIC (Telefunken microelectronic). Er war verheiratet und Vater dreier Kinder. Am 4. Juni 2011 starb er im Alter von 84 Jahren in Philadelphia, USA.

## Werke
- Nie die letzte Reise – Vom polnischen Ghetto an die Wallstreet. Autobiographie mit Co-Autor David Chanoff, Econ Verlag, München 1999. ISBN 3-430-19921-2.
- Resistor Theory and Technology: Revised Printing. Mit Co-Autoren Paul René Simon und Joseph Szwarc, Scitech Pub Inc., Ort unbekannt, Neuauflage von Dezember 2002, ISBN 978-1-891121-12-8

## Filme
- Der Endsieg – Die Geschichte von Dr. Felix Zandman. Biographische Dokumentation von Haim Hecht (Regisseur und Erzähler), Lotan Elmalem (Kamera) und Roy Mandel (Produktion).